# 米兰·克布尔
米兰·克布尔（捷克語：Milan Kerbr，1967年6月9日—），生于乌赫尔堡，捷克男子足球运动员，场上位置是前锋。他曾代表捷克国家队参加1996年欧洲足球锦标赛，结果队伍获得亚军。